# Singles número um na Pop Songs em 2015

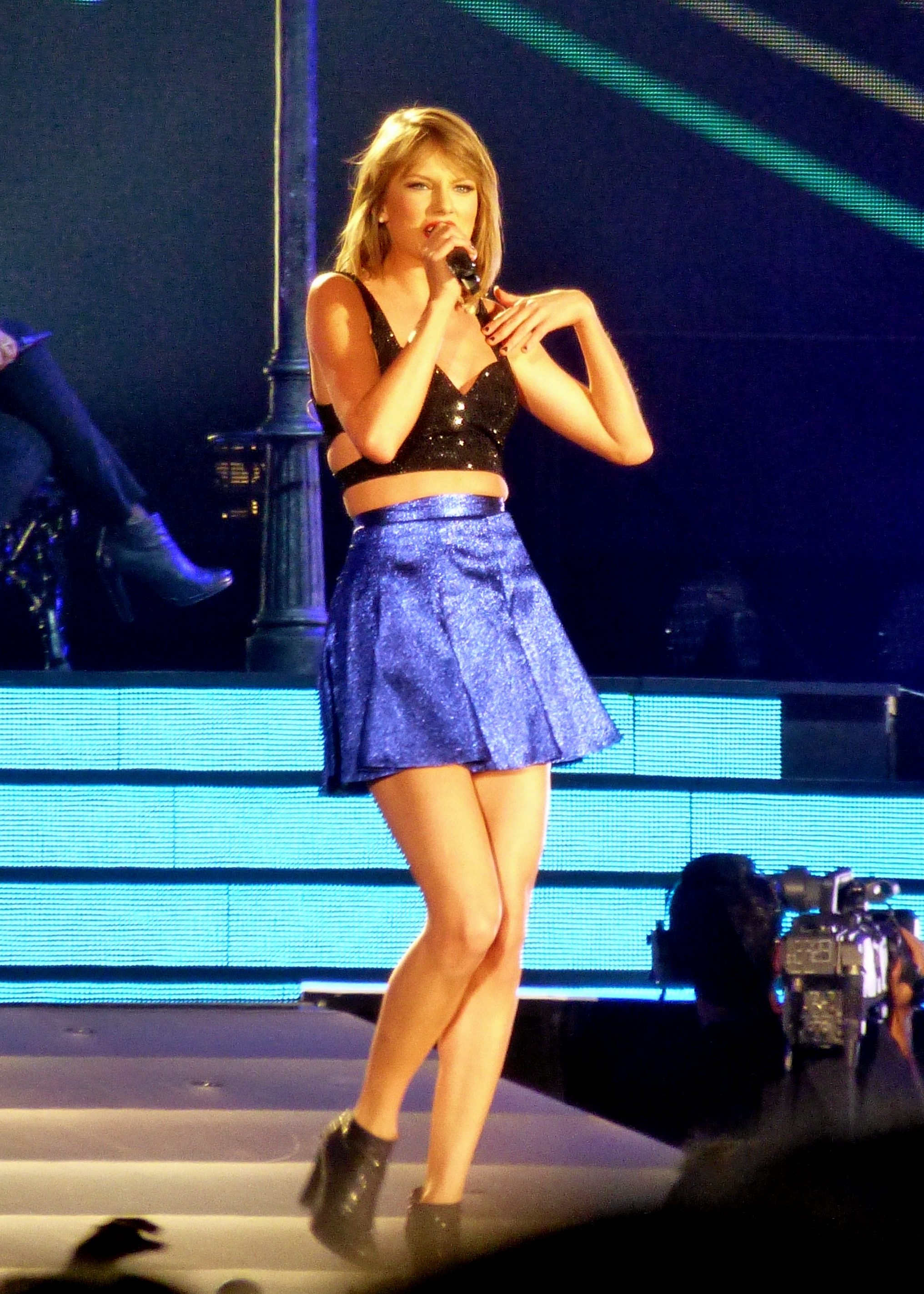
A cantora Taylor Swift (imagem) foi a mais bem sucedida na Pop Songs em 2015, em termos de desempenho. Com quatro números um no ano, seu disco 1989 gerou o segundo maior número de canções no topo da parada, com o single "Bad Blood" batendo o recorde de canção mais executada semanalmente nas rádios pop, com 17 mil e 474 reproduções.

A lista abaixo apresenta os singles que alcançaram a primeira posição na Pop Songs no ano de 2015. A tabela é publicada semanalmente pela revista Billboard, que classifica as canções mais tocadas nas rádios contemporary hit radio — comumente denominadas de pop — dos Estados Unidos, com base em dados recolhidos pela Nielsen Broadcast Data Systems (Nielsen BDS). Em 10 de julho, a revista alterou o dia habitual de publicação da atualização de todas as suas tabelas musicais de quinta para terça-feira, devido à criação da Federação Internacional da Indústria Fonográfica (IFPI) de uma data de lançamento a nível global para registros fonográficos na indústria musical. Para representar os primeiros sete dias de lançamento de um trabalho, o período de compilação de dados foi ajustado pela Nielsen de sexta até quinta-feira, em oposição ao ciclo de segunda-feira a domingo que era utilizado desde 1991.
Ao todo, 19 canções ocuparam a liderança da parada ao longo das 52 edições da revista. A cantora Taylor Swift iniciou o ano com "Blank Space", prolongando a liderança de uma semana antecedente em 2014, totalizando seis semanas consecutivas no topo da Pop Songs. "Hello", de Adele, foi a canção que deu desfecho ao ciclo. Um total de catorze artistas conquistaram seu primeiro número um na tabela, nomeadamente Mark Ronson, Ed Sheeran, The Weeknd, Charlie Puth, Kendrick Lamar, OMI, o trio Major Lazer, DJ Snake, MØ, Selena Gomez, ASAP Rocky, o duo R. City, Justin Bieber e Shawn Mendes. A canção a permanecer por mais tempo no cume da tabela foi "Uptown Funk", de Mark Ronson e Bruno Mars, que tornou-se também a mais tocada nas rádios pop em 2015.
Destaques do ano incluem Taylor Swift e The Weeknd, que foram os únicos artistas a terem duas canções ou mais a liderarem a Pop Songs em 2015 e foram os mais bem sucedidos do ano na parada em termos de desempenho, terminando o ano na primeira e segunda colocações, respectivamente. Swift, em especial, conquistou quatro canções no topo da tabela, mais do que qualquer outro intérprete, o que posicionou seu álbum 1989 na segunda colocação dentre os discos a gerarem o maior número de líderes na Pop Songs, apenas atrás de Teenage Dream, de Katy Perry. Com "Bad Blood", parceria com o rapper Kendrick Lamar, a cantora quebrou ainda o recorde maior número de execuções semanais da história das rádios pop, com um total de 17 mil e 474 reproduções realizadas no período. "Bad Blood" também empatou com "Hello" no menor número de semanas preciso para liderar a Pop Songs, com ambas realizando o feito em apenas cinco semanas. Bruno Mars, com "Uptown Funk", empatou com Justin Timberlake entre os cantores com mais números um na Pop Songs, enquanto a banda Maroon 5 estendeu seu recorde de grupo com mais lideranças no periódico.

## Histórico

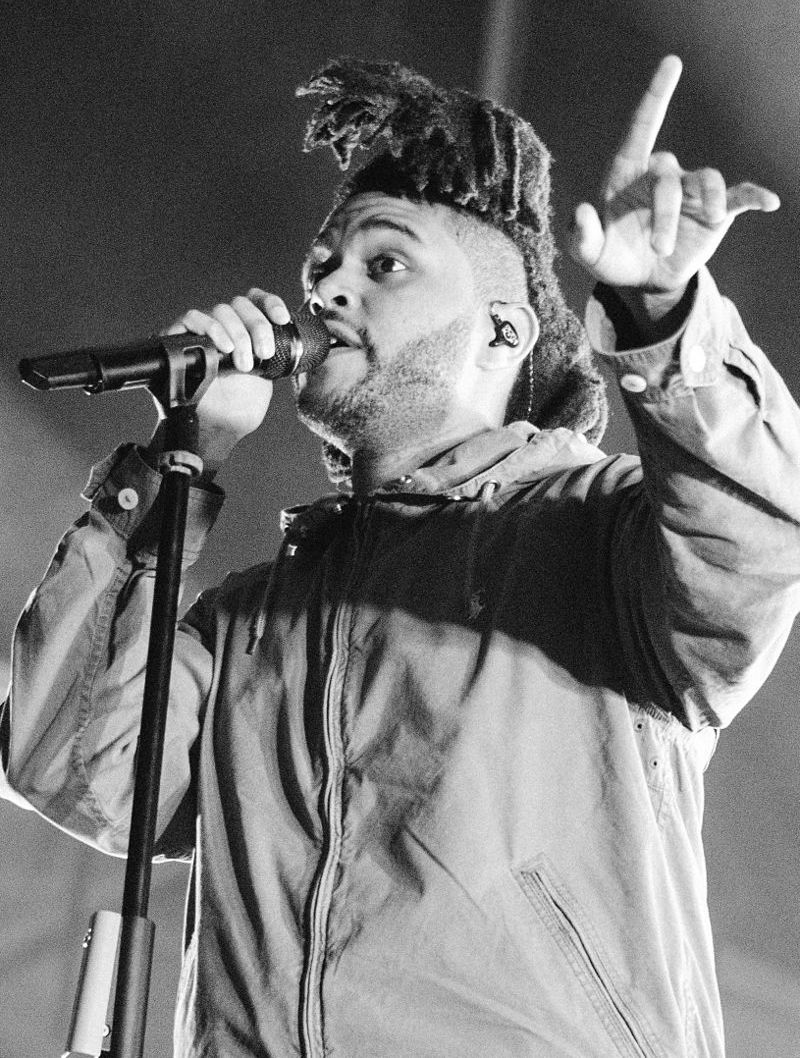
O cantor The Weeknd (imagem) foi o único artista a ter mais de uma canção no topo da Pop Songs em 2015, juntamente com Taylor Swift, terminando o ano como o segundo mais bem sucedido na parada, apenas atrás de Swift.

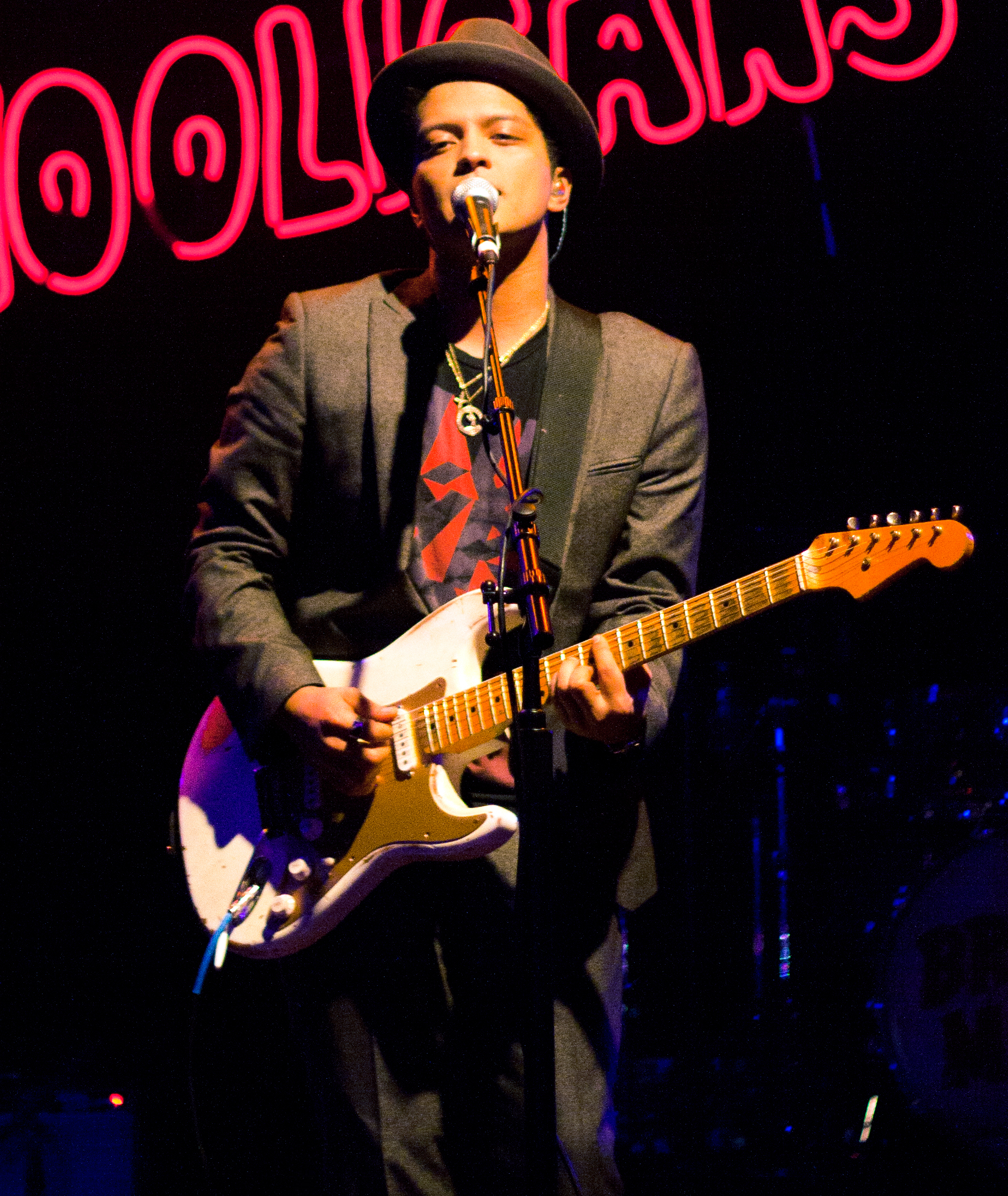
Além de ter conquistado a canção mais tocada nas rádios pop em 2015 com "Uptown Funk", parceria com o produtor Mark Ronson, o cantor Bruno Mars (imagem) empatou com Justin Timberlake entre os cantores com mais líderes na história da Pop Songs, com sete canções.

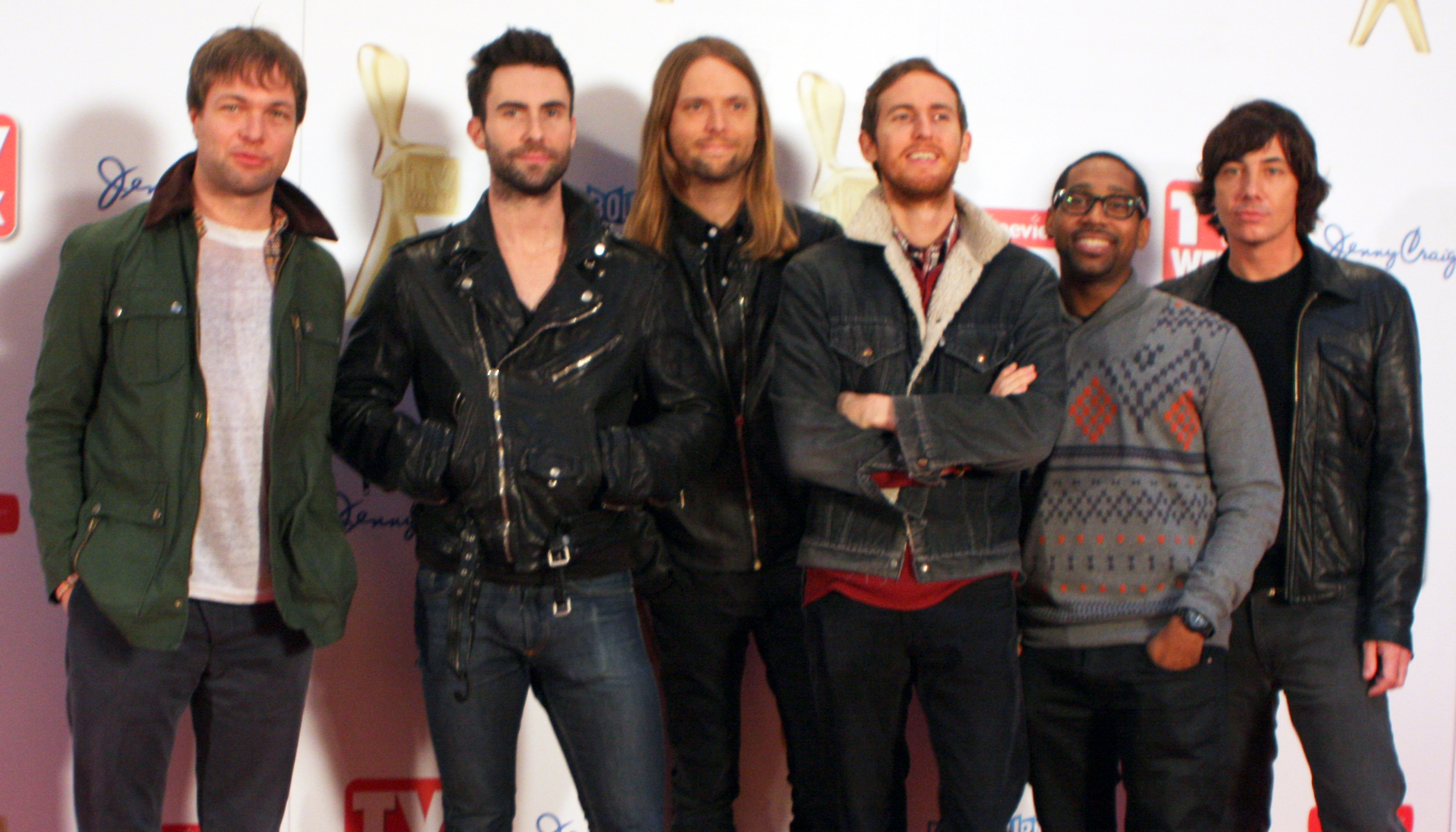
A banda Maroon 5 (imagem) aumentou seu recorde de grupo com mais líderes na Pop Songs, com "Sugar" representando o oitavo número um.

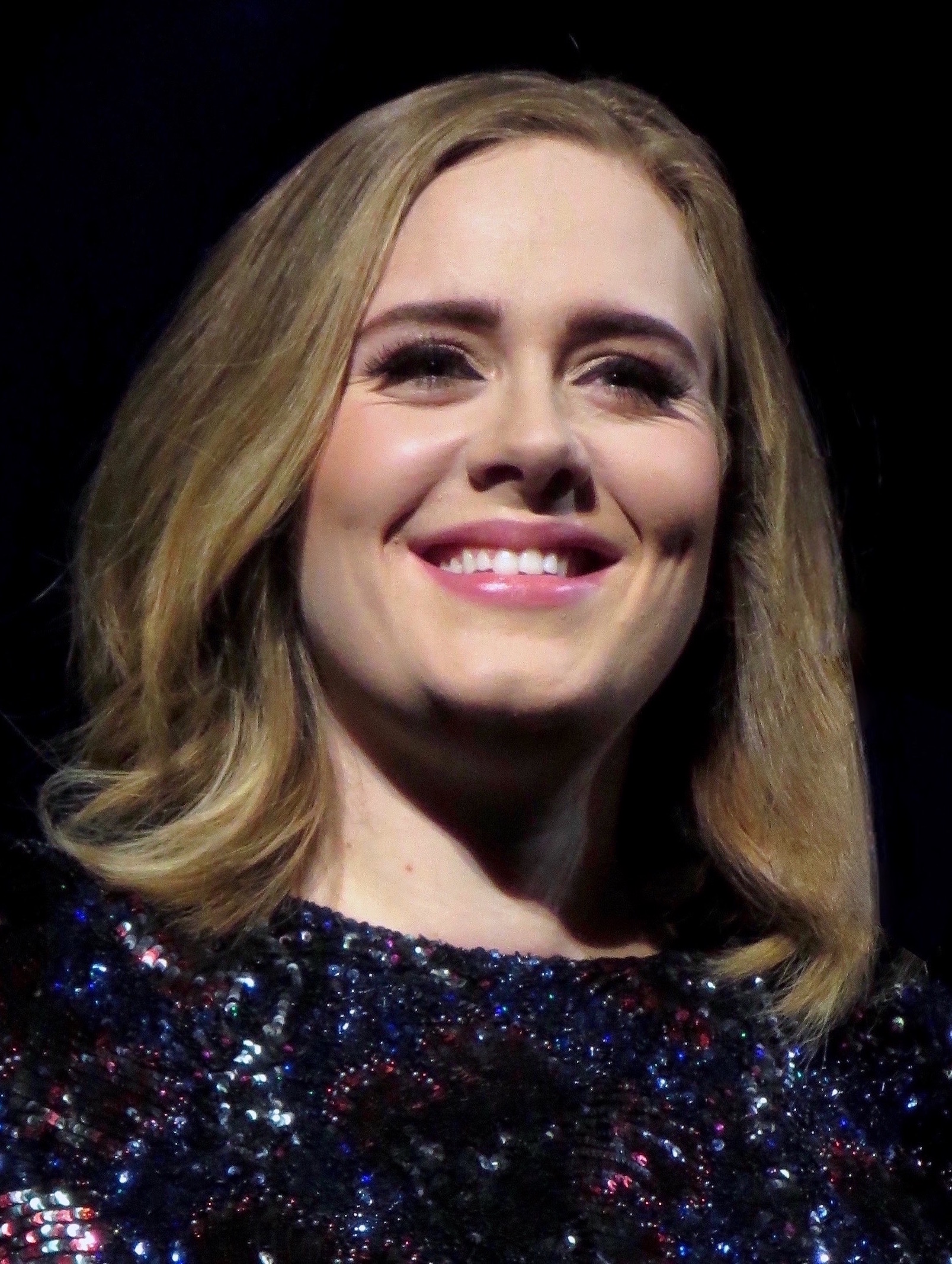
"Hello", da britânica Adele (imagem), empatou com "Bad Blood" no menor número de semanas preciso para atingir o cume da tabela, com apenas cinco semanas.

| † | Indica o single com melhor desempenho em 2015. |

| Data            | Canção                            | Artista                         | Ref.   |
| --------------- | --------------------------------- | ------------------------------- | ------ |
| 3 de janeiro    | "Blank Space"                     | Taylor Swift                    | [ 10 ] |
| 10 de janeiro   | "Blank Space"                     | Taylor Swift                    | [ 11 ] |
| 17 de janeiro   | "Blank Space"                     | Taylor Swift                    | [ 12 ] |
| 24 de janeiro   | "Blank Space"                     | Taylor Swift                    | [ 13 ] |
| 31 de janeiro   | "Blank Space"                     | Taylor Swift                    | [ 14 ] |
| 7 de fevereiro  | "Uptown Funk"†                    | Mark Ronson com Bruno Mars      | [ 7 ]  |
| 14 de fevereiro | "Uptown Funk"†                    | Mark Ronson com Bruno Mars      | [ 15 ] |
| 21 de fevereiro | "Uptown Funk"†                    | Mark Ronson com Bruno Mars      | [ 16 ] |
| 28 de fevereiro | "Uptown Funk"†                    | Mark Ronson com Bruno Mars      | [ 17 ] |
| 7 de março      | "Uptown Funk"†                    | Mark Ronson com Bruno Mars      | [ 18 ] |
| 14 de março     | "Uptown Funk"†                    | Mark Ronson com Bruno Mars      | [ 19 ] |
| 21 de março     | "Thinking Out Loud"               | Ed Sheeran                      | [ 20 ] |
| 28 de março     | "Style"                           | Taylor Swift                    | [ 21 ] |
| 4 de abril      | "Style"                           | Taylor Swift                    | [ 22 ] |
| 11 de abril     | "Style"                           | Taylor Swift                    | [ 23 ] |
| 18 de abril     | "Sugar"                           | Maroon 5                        | [ 8 ]  |
| 25 de abril     | "Sugar"                           | Maroon 5                        | [ 24 ] |
| 2 de maio       | "Love Me Like You Do"             | Ellie Goulding                  | [ 25 ] |
| 9 de maio       | "Love Me Like You Do"             | Ellie Goulding                  | [ 26 ] |
| 16 de maio      | "Love Me Like You Do"             | Ellie Goulding                  | [ 27 ] |
| 23 de maio      | "Earned It"                       | The Weeknd                      | [ 28 ] |
| 30 de maio      | "See You Again"                   | Wiz Khalifa com Charlie Puth    | [ 29 ] |
| 6 de junho      | "See You Again"                   | Wiz Khalifa com Charlie Puth    | [ 30 ] |
| 13 de junho     | "See You Again"                   | Wiz Khalifa com Charlie Puth    | [ 31 ] |
| 20 de junho     | "See You Again"                   | Wiz Khalifa com Charlie Puth    | [ 32 ] |
| 27 de junho     | "Want to Want Me"                 | Jason Derulo                    | [ 33 ] |
| 4 de julho      | "Bad Blood"                       | Taylor Swift com Kendrick Lamar | [ 34 ] |
| 11 de julho     | "Bad Blood"                       | Taylor Swift com Kendrick Lamar | [ 35 ] |
| 18 de julho     | "Bad Blood"                       | Taylor Swift com Kendrick Lamar | [ 36 ] |
| 25 de julho     | "Bad Blood"                       | Taylor Swift com Kendrick Lamar | [ 5 ]  |
| 1º de agosto    | "Bad Blood"                       | Taylor Swift com Kendrick Lamar | [ 37 ] |
| 8 de agosto     | "Cheerleader" (Felix Jaehn Remix) | OMI                             | [ 38 ] |
| 15 de agosto    | "Cheerleader" (Felix Jaehn Remix) | OMI                             | [ 39 ] |
| 22 de agosto    | "Can't Feel My Face"              | The Weeknd                      | [ 40 ] |
| 29 de agosto    | "Can't Feel My Face"              | The Weeknd                      | [ 41 ] |
| 5 de setembro   | "Can't Feel My Face"              | The Weeknd                      | [ 42 ] |
| 12 de setembro  | "Can't Feel My Face"              | The Weeknd                      | [ 43 ] |
| 19 de setembro  | "Lean On"                         | Major Lazer e DJ Snake com MØ   | [ 44 ] |
| 26 de setembro  | "Good for You"                    | Selena Gomez com ASAP Rocky     | [ 45 ] |
| 3 de outubro    | "Good for You"                    | Selena Gomez com ASAP Rocky     | [ 46 ] |
| 10 de outubro   | "Locked Away"                     | R. City com Adam Levine         | [ 47 ] |
| 17 de outubro   | "Locked Away"                     | R. City com Adam Levine         | [ 48 ] |
| 24 de outubro   | "What Do You Mean?"               | Justin Bieber                   | [ 49 ] |
| 31 de outubro   | "What Do You Mean?"               | Justin Bieber                   | [ 50 ] |
| 7 de novembro   | "Wildest Dreams"                  | Taylor Swift                    | [ 4 ]  |
| 14 de novembro  | "Wildest Dreams"                  | Taylor Swift                    | [ 51 ] |
| 21 de novembro  | "Stitches"                        | Shawn Mendes                    | [ 52 ] |
| 28 de novembro  | "Stitches"                        | Shawn Mendes                    | [ 53 ] |
| 5 de dezembro   | "Hello"                           | Adele                           | [ 6 ]  |
| 12 de dezembro  | "Hello"                           | Adele                           | [ 54 ] |
| 19 de dezembro  | "Hello"                           | Adele                           | [ 55 ] |
| 26 de dezembro  | "Hello"                           | Adele                           | [ 56 ] |